# 基米·雷蓬
基米·雷蓬（德語：Kimmy Repond，2006年10月18日—），瑞士女子花样滑冰运动员，2022年布达佩斯杯女子单人滑银牌得主、2023年欧洲花样滑冰锦标赛女子单人滑铜牌得主、2023年内伯尔杯女子单人滑银牌得主。